# La Roche-Bernard
La Roche-Bernard is een gemeente in het Franse departement Morbihan. Het ligt in Bretagne aan de Vilaine. La Roche-Bernard telde op 1 januari 2022 720 inwoners.

## Geschiedenis
De plaats ontstond bij een kasteel dat omstreeks het jaar 1000 op een rots op de linkeroever van de Vilaine werd gebouwd. In de middeleeuwen was La Roche-Bernard een handelsplaats, met markten en een haven van waaruit graan, wijn en zout werden verscheept. De haven verloor aan belang in de negentiende eeuw. Door de bouw van het stuw Barrage d'Arzal kon een jachthaven worden aangelegd.

## Geografie
De oppervlakte van La Roche-Bernard bedroeg op 1 januari 2022 0,43 vierkante kilometer; de bevolkingsdichtheid was toen 1.674,4 inwoners per km².

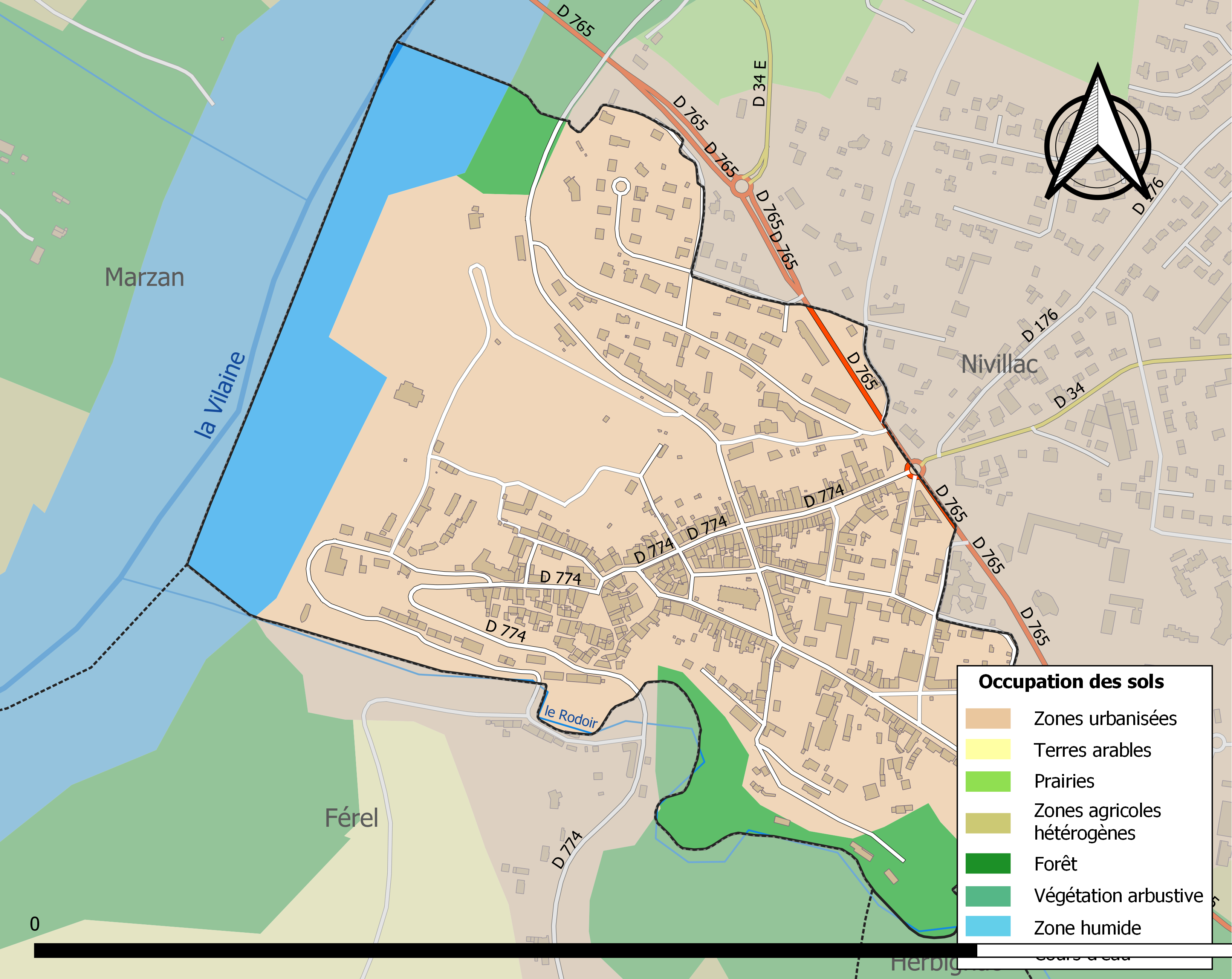
Kaart van de gemeente met belangrijkste infrastructuur, bodemgebruik en omliggende gemeenten

## Demografie
Onderstaande figuur toont het verloop van het inwonertal, bron: INSEE-tellingen. 